# 萧城一中
安徽省萧城第一中学，简称萧城一中。原名萧城中学，2003年改现名。位于中国安徽省萧县县城凤山南麓。

## 学校历史
- 1943年建校。
- 1962年为宿县地区行署重点初中。
- 1971年学校扩招高中班，成为完全中学。
- 1997年成为宿州市示范中学。
- 2003初中部改名萧城一中附属初中，成为民办初中。
- 2004年成为安徽省示范中学。

## 历任校长
- 郑孝泓1990-1996。
- 杭春光1996-2005。
- 刘勇2005-2016。
- 陈磊2016-?。

## 校园文化
校歌：心中的太阳。张开羽词，项斌曲。

## 著名校友
- 刘玉梅（手球运动员）

## 重要事件
2005年发生学生坠楼事件。